# Aliaksandr Yasinski
Alexandr Yasinski (bělorusky Аляксандр Ясінскі Aljaksandr Jasinski, * 21. července 1989 Baranavičy) je běloruský hudebník a skladatel.

## Životopis
Vystudoval konzervatoř v Minsku a poté Pražskou konzervatoř. Žije a pracuje v České republice. Hraje na knoflíkový akordeon (bajan) s mezinárodním úspěchem. Vystupuje sólově i jako účastník různých projektů nejen v Evropě.
V 2007 se účastnil mezinárodním festivalu Yesou Expo v Yeosu v Jižní Koreji. Hrál sólově se Státním komorním orchestrem Běloruska, komorním orchestrem Gradus Ad Parnasum Běloruské státní akademie hudby, s orchestrem lidových nástrojů běloruské Academy of Music Talihavay, s Komorní filharmonií v Praze, Filharmonií v Hradci Králové či Státním komorním orchestrem v Žilině.
Kromě širokého repertoáru hudby pro bajan (klasické, jazzové, argentinského tanga, francouzského šansonu) je také autorem a interpretem vlastních písní. Byl účastníkem bělorusko-švédského souboru volné improvizace Morph, se kterým koncertoval v Bělorusku a Švédsku. Spolupracuje s mnoha českými hudebníky, např. zpěvačkou Radkou Fišarovou, Ivou Marešovou a skupinami Jelen či Gare. Je rovněž zakládajícím členem mezinárodního projektu Shum Davar, hrajícího fúzi lidových písní a míchajícího tak hudební prvky klezmeru, romské, východoslovanské, balkánské a kavkazské hudby. Je autorem hudby pro dokumentární cyklus Země géniů a filmů První světová válka v produkci filmové společnosti New Wave Production.